# Elaphoglossum acrocarpum
Elaphoglossum acrocarpum là một loài thực vật có mạch trong họ Lomariopsidaceae. Loài này được (Mart.) T. Moore mô tả khoa học đầu tiên năm 1857.